# Westport (Washington)
Westport è una città degli Stati Uniti d'America, situata nello Stato di Washington, nella Contea di Grays Harbor.